# Beeldenpark van het Museu de Arte Contemporânea

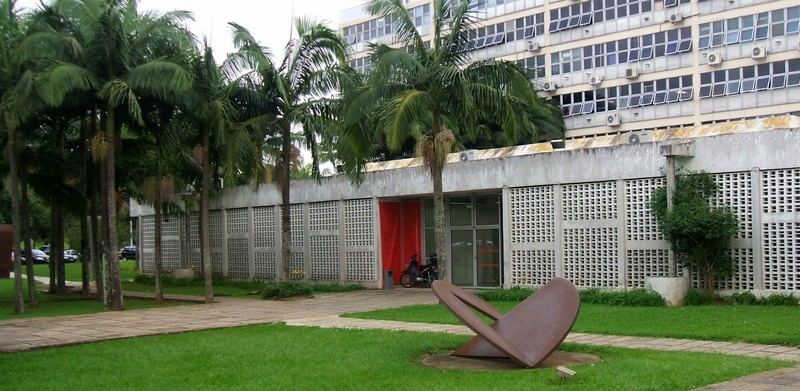
Beeldenpark van het MAC-USP

Het Beeldenpark van het Museu de Arte Contemporânea is de buitencollectie van het Museu de Arte Contemporânea da Universidade de São Paulo (MAC-USP) in de Braziliaanse stad São Paulo.
De beeldencollectie toont moderne en hedendaagse beeldhouwkunst van voornamelijk Braziliaanse beeldhouwers in de Jardim de Esculturas.

## Collectie
De buitencollectie omvat sculpturen van onder anderen:
1. Emanoel Araújo : O quadrado, o círculo e o disco fragmentado (1994)
2. Simon Benetton : Perfis (1978)
3. Mauríco Bentes : Sem título (1988)
4. Amílcar de Castro: Sem título (1985)
5. Ester Grinspum : Sem título (1998)
6. Luiz Hermano : Catedral (1991)
7. Horst Kohlem (Duitsland): Auriga I (1996)
8. Jesper Neergaard (Denemarken) : Fuga Branca (1995)
9. Tomie Ohtake : Escultura
10. Márcia Pastore : Sem título (1990)
11. Eliane Prolik : Canto II (1992)
12. Caciporé Torres : Vítoria de Samotrace (2001)

## Fotogalerij

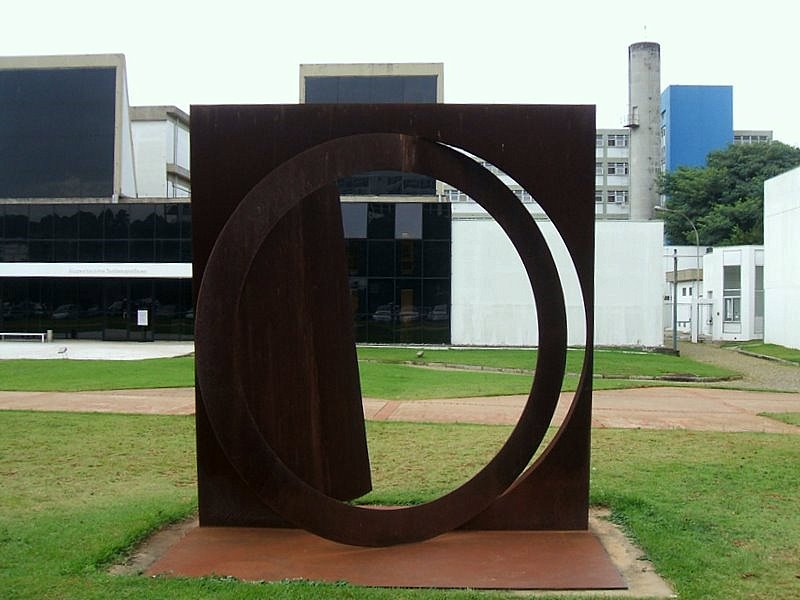
1 : O quadrado, o círculo e o disco fragmentado
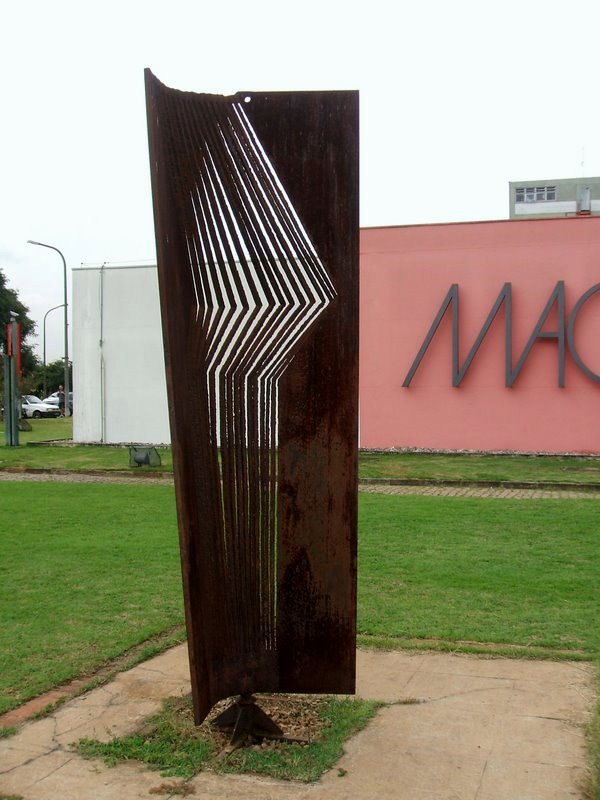
2 : Perfis
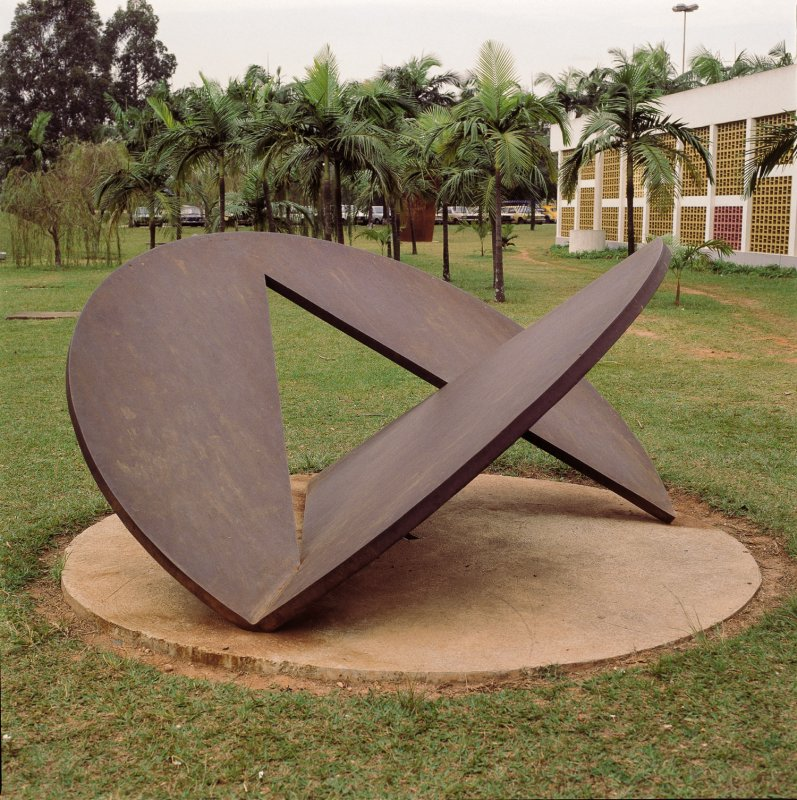
4: Sem título
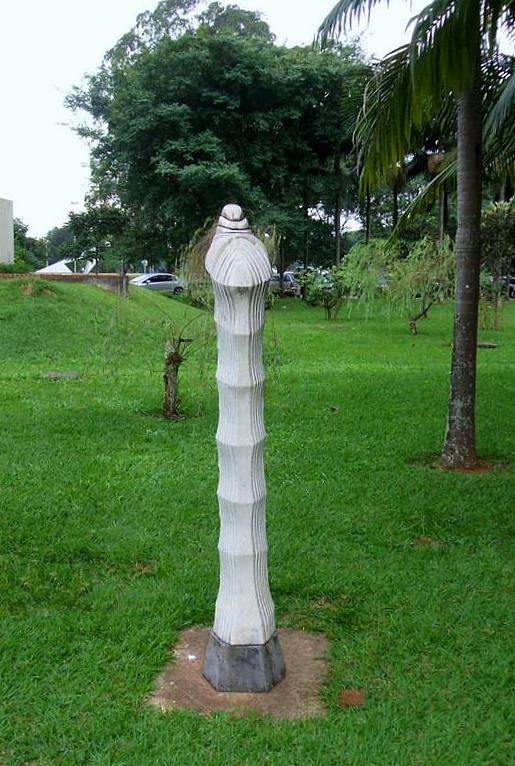
8 : Fuga Branca
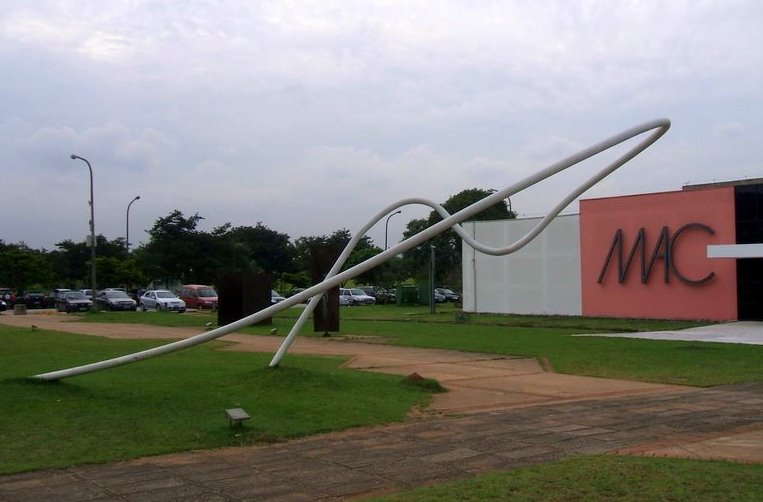
9 : Escultura
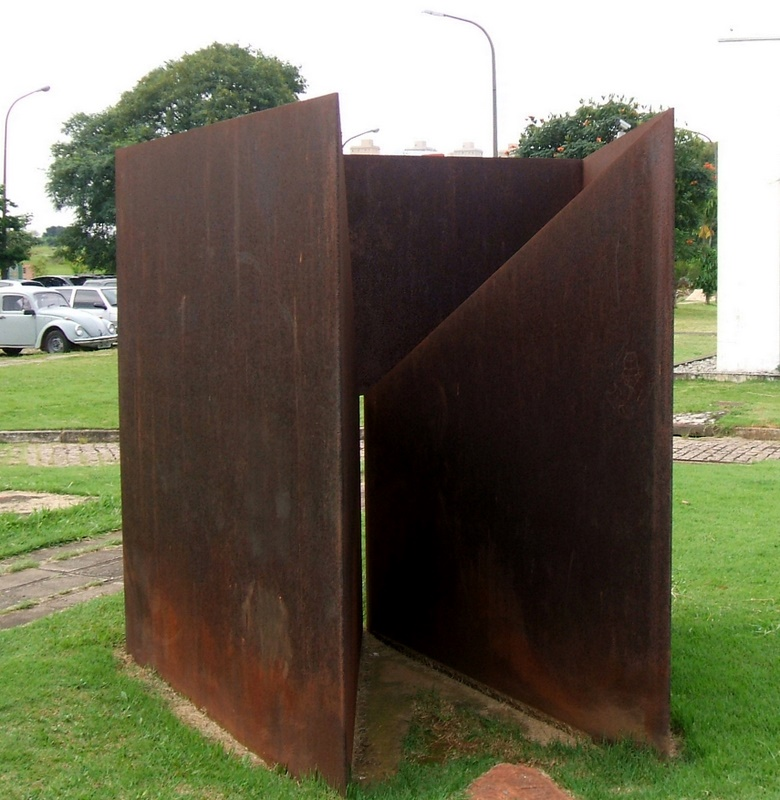
11 : Canto II
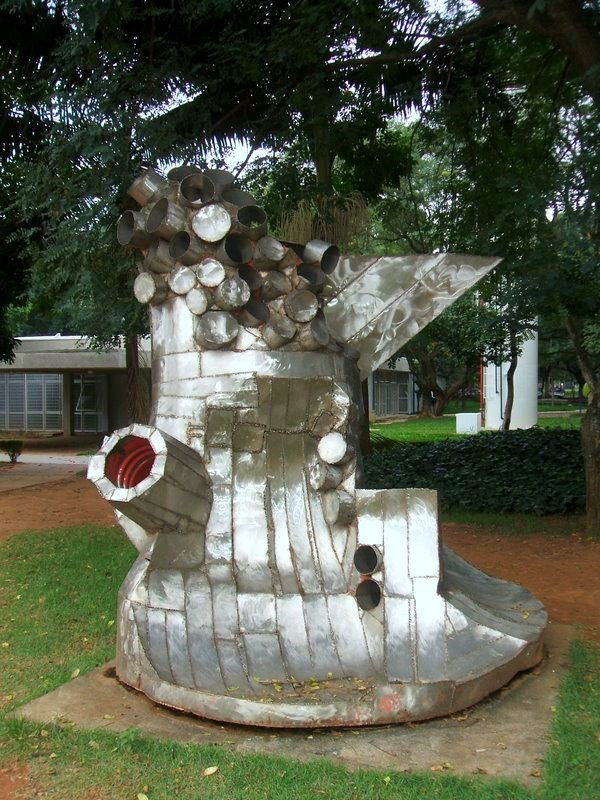
12 : Vítoria de Samotrace